# Textielindustrie in Goirle
De textielindustrie heeft te Goirle een belangrijke plaats ingenomen. Terwijl in het naburige Tilburg de fabricage van wollen stoffen domineerde, speelde te Goirle de linnenfabricage oorspronkelijk een belangrijke rol.

## Geschiedenis
Textiel, met name grof linnen, werd geleidelijk aan belangrijker. In 1665 was 15% van de beroepsbevolking spinner of wever, in 1797 was dit al 31%. Na de economische malaise in de eerste decennia van de 19e eeuw kwam er verbetering doordat de Belgische Opstand in 1830 uitbrak. De ook in Goirle gelegerde soldaten brachten geld in omloop. Een aantal inwoners van Goirle verkregen aldus een kapitaal, met name zij die een winkel of herberg dreven. Dezen werden tevens fabrikeurs: ze kochten linnengarens in, lieten dit door thuiswevers weven (huisnijverheid) en verkochten het linnen weer op de markt. De combinatie van fabrikeur en winkelhouder zou later nogal eens tot gedwongen winkelnering leiden. Het loon van de thuiswerkers werd namelijk nogal eens in bonnen uitbetaald die slechts in de betreffende winkel te verzilveren waren.
De textielindustrie kende een aantal moeilijke perioden, zoals de economische crisis van de jaren 30 van de 20e eeuw. De Goirlese Jutespinnerij ging dicht, en de werklozen kwamen in de werkverschaffing terecht en moesten ontginningsprojecten uitvoeren. Los daarvan was ook de positie van de textielarbeider weinig rooskleurig, door lage lonen en lage scholing. Na de Tweede Wereldoorlog verkozen velen dan ook een ander beroep, en voor hen in de plaats kwamen vaak Belgen. Niettemin waren er in 1960 nog 2157 mensen werkzaam in de grotere bedrijven (meer dan 10 werknemers).
De fabrikanten ondertussen hadden zich ontwikkeld tot een besloten groep die op stand leefde, weinig contact had met de rest van de bevolking, maar wél in allerlei bestuurlijke organen zitting had.
De jaren 60 van de 20e eeuw waren het voorspel voor de ondergang van de textielnijverheid. In 1967 sloot W. van Enschot & Zonen, één der oudste fabrieken, haar poorten. Deze werd gevolgd door N.V. Tilkamwol en N.V. Pijnenburg. Tilkamwol bestaat nog steeds als groothandel in herenkleding.

## HaVeP
In 1843 werd de eerste blekerij voor linnen en pellen opgericht door Willem van Enschot. In 1847 volgde de firma P. & W. van de Lisdonk, bepaaldelijk ten doel hebbende het fabriceeren van linnen en pellen, tafelgoederen en andere daarmee gelijkstaande stoffen. Aldus nam ook de werkgelegenheid in de textiel toe. In 1857 waren er 275 mannen en 156 vrouwen en kinderen werkzaam, waarvan 380 als thuiswerker. Uit dit alles blijkt dat de eigenlijke fabrieken nog klein waren. Daarin kwam verandering toen de Amerikaanse Burgeroorlog (1861-1865) uitbrak, waardoor de invoer van katoen stagneerde en de vraag naar linnen steeg. Aldus werd kapitaal vergaard waarvan de Goirlese fabrieken gebouwd werden. De belangrijkste was HaVeP, in 1865 formeel opgericht door Hendrik van Puijenbroek, uit wiens initialen de bedrijfsnaam gevormd is. Hendrik was toen 19 jaar en werkte met kapitaal en ondersteuning van zijn vader Eduard Joseph.

## Van Besouw
Daarnaast was er de fabriek van Van Besouw, de Textielfabriek Van Besouw N.V.. Deze machinale firma stamt uit 1885, maar de familie was al lange tijd voordien actief in de kaatsballenproductie, en sedert 1840 textiel. De eigenaar van de machinale firma, Jan van Besouw, was onder de indruk van de encycliek Rerum Novarum (1891). Hij verbeterde de sociale omstandigheden en voerde een soort winstdeling in. Ook werd er door hem in 1897 een corporatie opgericht die onder meer het drankmisbruik bestreed, het onderwijs bevorderde, als een soort spaarbank fungeerde en voor ontspanning zorgde. Een aantal werknemers van Van Besouw richtte in 1900 een vakbond voor textielarbeiders op, het Sint-Jozefgilde geheten. Van Besouw voerde een aantal technologische vernieuwingen door. Zo introduceerde het Raschelgebreide tapijten in 1968 en Bisonyl (gecoat zwaar doek) en kunststof ABS-platen voor boten en auto-onderdelen in 1970. Van Besouws fabriek sloot in 1995. Twee bedrijfsonderdelen, kunststof en tapijt, maakten een doorstart en bleven gevestigd in het complex. In 2008 vertrok de tapijtfabriek uit Goirle.

## De Wijs
De firma A. & A. de Wijs N.V. was een weverij die in 1964 reeds kunstvezels toepaste. In 1965 nam zij Weverij De Kempen over en in 1967 werd begonnen met het verven van tapijten. Daartoe werd in 1970 de N.V. Tapijtveredeling De Wijs opgericht. In 1973 was het personeelsbestand gegroeid tot 225 medewerkers. Samen met Arie Veen B.V. en Intertuft B.V. werd een werkmaatschappij gevormd. In 1975 ging de bestaande tapijtgarenspinnerij, onderdeel van de Forbo-groep,over in B.V. Spinnerij De Wijs. In 2007 werden de activiteiten van de spinnerij gestaakt en overgebracht naar Mefil te Maaseik. In 2009 werd het complex gesloopt.

## H.T.I.
De H.T.I. (Hollandse Textiel Industrie) werd in 1917 opgericht door P. van Besouw. In 1970 kwam het bedrijf in handen van de Van de Kimmenadegroep. In 1976 werkten er nog 305 mensen, maar moest surseance van betaling worden aangevraagd. Na een korte bedrijfsbezetting werd meegedeeld dat niemand ontslagen zou worden. 155 mensen bleven werken bij het toen gevormde Goirle Textiel, maar dit bedrijf sloot reeds in 1977 haar poorten.